# Kongregation bischöflichen Rechts
Eine Kongregation bischöflichen Rechts ist ein Ordensinstitut in der römisch-katholischen Kirche, das als Institut diözesanen Rechts der Aufsicht des Diözesanbischofs untersteht und nicht wie ein Institut päpstlichen Rechts unmittelbar dem Papst. Rechtsgrundlage ist 589  CIC.
Der jeweilige Ortsbischof genehmigt die Errichtung und führt die Aufsicht über die Kongregationen und gilt als deren oberster Leiter. Er hat die Ordensleitung zu bestätigen und führt regelmäßig Visitationen durch. Frauenorden bischöflichen Rechts erhielten in der Vergangenheit häufig einen Diözesanpriester als Rektor zugeteilt, der die oberste Leitungsbefugnis im Auftrag des Bischofs wahrnahm. Durch die Ortsnähe ist der Bischof in der Regel besser informiert und wirkt direkter in der Ordensleitung, als dies bei Instituten päpstlichen Rechts die dann zuständigen vatikanischen Behörden tun können. In allgemeinen Belangen des Ordenslebens unterstehen aber auch Kongregationen bischöflichen Rechts den Vorgaben des Dikasteriums für die Institute geweihten Lebens und für die Gesellschaften apostolischen Lebens. Viele Ordensgemeinschaften werden zunächst als Kongregationen bischöflichen Rechts errichtet und später, vor allem wenn sie ihr Wirkungsgebiet über die Bistumsgrenzen hinaus erweitern, päpstlich anerkannt und zu Kongregationen päpstlichen Rechts erhoben.